# Alt Heidelberg (Schiff, 1988)
Die Alt Heidelberg ist ein Fahrgastschiff der Weißen Flotte Heidelberg.

## Geschichte
Das Schiff wurde 1988 unter der Baunummer 233 auf der Schiffswerft Schmidt in Oberwinter für den Personenschiffsverkehr Josef Schweiger in Kelheim gebaut. Getauft wurde es nach Rosa und Josef Schweigers Tochter Renate, der einzigen Binnenschifferin auf der Donau. Das Schiff löste ein gleichnamiges Vorgängerschiff ab, die 1974 gebaute Renate, die 1988 verkauft wurde und mittlerweile den Namen Johannes Kepler trägt. In den Jahren 2012 bis 2014 wurde das Schiff umfassend renoviert, unter anderem mit dunkleren Fenstern für eine modernere Optik, sowie neuen Generatoren und Hauptmaschinen. Dabei wurden die ursprünglichen Caterpillar-Motoren mit 2 × 510 PS durch Deutz-Motoren mit 2 × 410 kW ersetzt.
Im Jahr 2016 wurde der Bauauftrag für eine neue Renate unterzeichnet, deren Heck an die Befreiungshalle in Kelheim erinnern sollte und die die alte Renate ablösen sollte. Die neue Renate wurde im Sommer 2018 von Ilse Aigner getauft. Doch im Jahr zuvor wurde noch das 50-jährige Bestehen der Personenschifffahrt Schweiger an Bord der alten Renate gefeiert und im März 2018 absolvierte die Renate ihre Abschiedsfahrt durch die Weltenburger Enge. Für das Schiff hatte sich die Berliner Reederei Riedel interessiert, die es unter dem Namen Spree Gold weiterbetreiben wollte. Riedel musste aber von dem Kauf absehen, weil in Berlin Baustellen mit höchstens 7 Metern Durchfahrtsbreite zu erwarten waren. So gelangte das Schiff stattdessen nach Heidelberg. Es wurde für die Nutzung in Heidelberg etwas umgebaut. Unter anderem entstand ein Lichthof und die Alt Heidelberg wird als „Galerieschiff“ beworben, auf dem auch kulturelle Veranstaltungen stattfinden. Das Schiff verfügt über drei Decks, darunter ein großes Sonnendeck, einen Aufzug und eine Klimaanlage. Die Daten, die die Betreiber nennen, hatte schon Dieter Schubert im Jahr 2000 notiert: Die Alt Heidelberg ist 48 Meter lang und 9 Meter breit und kann 600 Fahrgäste befördern.